# Barbichas-de-garganta-vermelha
Barbichas-de-garganta-vermelha (Psilopogon mystacophanos) é uma espécie de ave da família Megalaimidae. Pode ser encontrados em países commo Brunei, Indonésia, Malásia, Mianmar, Singapura e Tailândia. Os seus habitats naturais são florestas subtropicais ou tropicais húmidas de baixa altitude e pântanos subtropicais ou tropicais. Está ameaçado pela perda de habitat.

## Descrição
O macho é principalmente verde com uma coroa vermelha, garganta e mancha abaixo da garganta. Ele também tem uma mancha preta acima de cada olho e uma coroa amarela. Há também um pouco de azul perto de seus olhos e na parte inferior de sua garganta. A fêmea não tem a maior parte da coloração facial do macho, mas é semelhante. Os juvenis se assemelham às fêmeas. Os adultos medem 22,7−24,2 centímetros (884,2 pol) de comprimento e pesam 60-95 g.